# Szegény párák
A Szegény párák (eredeti címe: Poor Things) 2023-ban bemutatott brit–ír fekete humorú sci-fi filmvígjáték, amelyet Jórgosz Lánthimosz rendezett. A forgatókönyvet Alasdair Gray regénye alapján Tony McNamara készítette. A főbb szerepekben Emma Stone, Mark Ruffalo és Willem Dafoe látható.
A produkciót olyan fesztiválokon mutatták be először, mint a Velencei Nemzetközi Filmfesztivál, a Telluride-i Filmfesztivál és a CineFest Miskolci Nemzetközi Filmfesztivál. A Szegény párákat lelkesedéssel fogadták a kritikusok, a velencei fesztiválon mindjárt a fődíjat, az Arany Oroszlánt tudhatta a magáénak. Két Golden Globe-díjat nyert a legjobb vígjáték és a legjobb női főszereplő kategóriában, és öt BAFTA-díjat is bezsebelt a 77. BAFTA-gálán. A film a 96. Oscar-gálán tizenegy jelölésből négy díjat nyert.
Az Egyesült Államokban 2023. december 8-tól volt látható szűkkörű vetítésen. Magyarországon 2024. január 25-én került a mozikba. Szinkronosan a HBO Max mutatta be 2025. március 28-án.

## Cselekmény
A viktoriánus Londonban Max McCandles orvostanhallgató Dr. Godwin Baxter sebész asszisztense lesz. Mikor megismerkedik Godwin gyámoltjával, Bellával, azonnal beleszeret. Godwin elárulja, hogy Bella terhes volt, amikor öngyilkosságot követett el, mert leugrott egy hídról. Godwin úgy támasztotta fel a nőt, hogy az agyát kicserélte a még élő gyermekének agyával, aminek eredményeképpen a nőnek csecsemő-elméje lett.
Maxet lenyűgözi Bella gyermeki viselkedése, és Godwin engedélyével megkéri a kezét. Bella elfogadja, de ahogy intelligenciája rohamosan fejlődik, szabadságra és önállóságra kezd vágyni, ezért megszökik Duncan Wedderburn ügyvéddel. Godwin úgy dönt, hogy elengedi Bellát, és új kísérletbe kezd egy Felicity nevű fiatal nővel, aki sokkal lassabban érik, mint Bella.
Bella és Duncan nagy utazásra indul, amely Lisszabonban kezdődik, ahol a hedonizmus egyéb formái mellett gyakran szexelnek is. Duncan egyre nehezebben tudja irányítani Bellát, ezért a férfi egy tengerjáró hajóra csempészi fel a lányt, hogy „változatosságot teremtsen”. A hajón összebarátkozik utastársaival, Marthával és Harryvel, akik megnyitják elméjét a filozófia felé. Duncan kezdetben vonzódik Bella „imádnivaló beszédmódjához” és gyermeki naivitásához, azonban gyakran megpróbálja meggátolni Bella szellemi fejlődését, könyveit az óceánba dobja, és megtiltja neki, hogy további tanulmányokat folytasson.
Mivel Bella irányítását egyre nehezebbnek találja, Duncan inni kezd és szerencsejátékokba merül. Egy Alexandriában tett megálló alkalmával Bella elkeseredik, miután látja a helyiek nyomorúságos szegénységét, és Duncan nyereményét eladományozza, amit viszont a legénység ellop. Mivel nem tudják kifizetni az út hátralévő részét, Marseille-ben kiteszik őket a hajóról, ezért Párizs felé veszik az irányt.
Miután Bella kifogyott a pénzből, egy bordélyházban kezd el dolgozni, ami még jobban felbőszíti Duncant, és lelki összeomlásához vezet, Bella így elhagyja őt. A bordélyházban Madame Swiney felügyelete alá kerül, és összebarátkozik prostituált-társával, Toinette-tel, aki megismerteti vele a szocializmust.
A halálos beteg Godwin megkéri Maxot, hogy hozza el Bellát hozzá. Londonba visszatérve Bella kibékül Godwinnal, és megújítja tervét, hogy hozzámegy Maxhez. Az esküvőjük napját Duncan és Alfie Blessington tábornok zavarja meg. Alfie, aki Bellát Victoriának szólítja, elárulja, hogy a lány eltűnése előtt házasok voltak, és azért jött, hogy visszaszerezze őt. Bella elhagyja Maxet, hogy megtudja, milyen volt az előző élete, de hamar felfedezi Alfie erőszakos és szadista természetét. Alfie bezárja Bellát a kúriájába, és fegyverrel fenyegeti, hogy vesse alá magát a nemi szerve megcsonkításának, és követeli, hogy igyon meg egy kloroformmal kevert koktélt, hogy elaltassa a beavatkozáshoz. Bella az arcába vágja a koktélt, aminek következtében a férfi lábon lövi magát, mielőtt elájulna.
Godwin békésen meghal Bella és Max mellett. Bella úgy dönt, hogy Max és Toinette segítségével folytatja Godwin munkáját; Alfie agyát egy kecske agyára cserélik, míg Felicity intelligenciája folyamatosan fejlődik.

## Szereplők
| Szerep                  | Színész            | Magyar hang       |
| ----------------------- | ------------------ | ----------------- |
| Bella Baxter            | Emma Stone         | Pájer Alma Virág  |
| Duncan Wedderburn       | Mark Ruffalo       | Rajkai Zoltán     |
| Dr. Godwin „God” Baxter | Willem Dafoe       | Epres Attila      |
| Max McCandles           | Ramy Youssef       | Király Dániel     |
| Alfie Blessington       | Christopher Abbott | Mészáros Béla     |
| Madame Swiney           | Kathryn Hunter     | Sztárek Andrea    |
| Harry Astley            | Jerrod Carmichael  | Kádár-Szabó Bence |
| Martha Von Kurtzroc     | Hanna Schygulla    | Szabó Éva         |
| Felicity                | Margaret Qualley   | Podlovics Laura   |
| Mrs. Prim               | Vicki Pepperdine   | Bodor Böbe        |
| Toinette                | Suzy Bemba         | Kanyó Kata        |
| Steward                 | Tom Stourton       |                   |
| Pap                     | Wayne Brett        |                   |
| Fado énekesnő           | Carminho           |                   |
| Lisszaboni zenész       | Jerskin Fendrix    |                   |

### Magyar változat
- Magyar szöveg: Zalatnay Márta
- Hangmérnök: Jacsó Bence
- Vágó: Kajdácsi Brigitta
- Gyártásvezető: Gelencsér Adrienn
- Szinkronrendező: Tabák Kata
- Produkciós vezető: Várkonyi Krisztina

A szinkront a Mafilm Audio Kft. készítette el.

## Megjelenés
A filmet 2023. szeptember 1-jén mutatták be a nagyközönségnek a 80. Velencei Filmfesztiválon. Az Egyesült Államokban szeptember 2-án a Telluride Fesztiválon, Magyarországon először szeptember 8-án volt megtekinthető a Miskolci CineFest Nemzetközi Filmfesztiválon. Az Egyesült Királyságban október 13-tól láthatta a közönség a BFI London Filmfesztiválon.
A Szegény párák mozikban először Brazíliában debütált limitált vetítésen 2023. december 8-án, majd az Egyesült Államok széleskörű vetítése december 22-én kezdődött. Az Egyesült Királyságban és Írországban 2024. január 12-től mutatják be, míg Magyarországon január 25-re tűzték ki a bemutatót.

## Fogadtatás

### Kritikai visszhang
A film kiváló visszajelzéseket kapott a filmkritikusoktól. A Rotten Tomatoeson 93%-os minősítést ért el 279 értékelés alapján, az összefoglaló szerint: „A vadul fantáziadús és üdítően túlzó Szegény párák Jórgosz Lánthimosz rendező és Emma Stone főszereplő bizarr, briliáns erőpróbája.” Maxwell Rabb a Chicago Readertől azt írta: „Ami a Szegény párákat titáni - és kétségkívül sokáig emlékezetes - filmmé teszi, az az, ahogyan Lánthimosz egyensúlyoz a játékosság és a sokkal bonyolultabb témák között.” Natalia Winkelman a Boston Globe-tól azt írta: „Mindezek során Bella a középpontba kerül; és akár ártatlanul, akár kifinomultan viselkedik, Stone-nak nem okoz gondot, hogy lehorgonyozza a káoszt.” Manohla Dargis a New York Timestól azt írta: „Nem sokáig tart a "Szegény párák", hogy úgy kezdd érezni, mintha egy olyan mélyen önelégült film csodálatára kényszerítenének, amiben tényleg nincs hely kettőnknek.”
A MetaCritic 86 pontot ért el a 100-ból 58 vélemény alapján. David Rooney a Hollywood Reportertől azt írta: „A film tele van durva élvezetekkel, élénk szellemességgel, radikális fantáziával és lélegzetelállító dizájnelemekkel, a film egy lakoma. Emma Stone pedig szinte habzsolja vakmerő alakításával, amely olyan nagy íveket rajzol ki, amelyekről a legtöbb színész csak álmodhat.” Katie Walsh a Chicago Tribune-től azt írta: „Ez a film lehet fantasztikus, kirívó, időnként bizarr és szexuálisan őszinte. De végső soron a Szegény párák egy hagyományos hősnő utazása, amely sajátos utat kovácsol magának. Az, hogy Bella eléri a személyes felszabadulás teljesen megtestesült érzését, igazán radikális - és feminista - tündérmesévé teszi.” Rex Reed az Observertől azt írta: „Utáltam, de vonakodva adok neki egy csillagot a hóbortos díszletekért és jelmezekért, és a csipetnyi feszültségért, amivel a soha meg nem érkező mondanivalóra vársz.”

### Bevétel adatai
A Box Office Mojo szerint eddig 12 millió dolláros bevételt ért el, a költségvetésről nincs adat.

## Fontosabb díjak és jelölések
| Esemény                               | Díj                             | Kategória                                   | Eredmény |
| ------------------------------------- | ------------------------------- | ------------------------------------------- | -------- |
| 80. Velencei Nemzetközi Filmfesztivál | Arany Oroszlán díj              | Arany Oroszlán díj                          | Elnyerte |
| 80. Velencei Nemzetközi Filmfesztivál | UNIMED-díj – Jórgosz Lánthimosz | UNIMED-díj – Jórgosz Lánthimosz             | Elnyerte |
| 81. Golden Globe-gála                 | Golden Globe-díj                | Legjobb vígjáték vagy zenés film            | Elnyerte |
| 81. Golden Globe-gála                 | Golden Globe-díj                | Legjobb női főszereplő – Emma Stone         | Elnyerte |
| 81. Golden Globe-gála                 | Golden Globe-díj                | Legjobb férfi mellékszereplő – Mark Ruffalo | Jelölve  |
| 81. Golden Globe-gála                 | Golden Globe-díj                | Legjobb férfi mellékszereplő – Willem Dafoe | Jelölve  |
| 81. Golden Globe-gála                 | Golden Globe-díj                | Legjobb filmrendező                         | Jelölve  |
| 81. Golden Globe-gála                 | Golden Globe-díj                | Legjobb forgatókönyv                        | Jelölve  |
| 81. Golden Globe-gála                 | Golden Globe-díj                | Legjobb eredeti filmzene                    | Jelölve  |
| 77. BAFTA-gála                        | BAFTA-díj                       | Legjobb film                                | Jelölve  |
| 77. BAFTA-gála                        | BAFTA-díj                       | Legjobb női főszereplő – Emma Stone         | Elnyerte |
| 77. BAFTA-gála                        | BAFTA-díj                       | Legjobb adaptált forgatókönyv               | Jelölve  |
| 77. BAFTA-gála                        | BAFTA-díj                       | Legjobb operatőr                            | Jelölve  |
| 77. BAFTA-gála                        | BAFTA-díj                       | Legjobb jelmeztervezés                      | Elnyerte |
| 77. BAFTA-gála                        | BAFTA-díj                       | Legjobb vágás                               | Jelölve  |
| 77. BAFTA-gála                        | BAFTA-díj                       | Legjobb smink                               | Elnyerte |
| 77. BAFTA-gála                        | BAFTA-díj                       | Legjobb filmzene                            | Jelölve  |
| 77. BAFTA-gála                        | BAFTA-díj                       | Legjobb díszlet                             | Elnyerte |
| 77. BAFTA-gála                        | BAFTA-díj                       | Legjobb vizuális effektusok                 | Elnyerte |
| 77. BAFTA-gála                        | BAFTA-díj                       | Legjobb brit film                           | Jelölve  |
| 96. Oscar-gála                        | Oscar-díj                       | Legjobb film                                | Jelölve  |
| 96. Oscar-gála                        | Oscar-díj                       | Legjobb női főszereplő – Emma Stone         | Elnyerte |
| 96. Oscar-gála                        | Oscar-díj                       | Legjobb férfi mellékszereplő – Mark Ruffalo | Jelölve  |
| 96. Oscar-gála                        | Oscar-díj                       | Legjobb rendező                             | Jelölve  |
| 96. Oscar-gála                        | Oscar-díj                       | Legjobb adaptált forgatókönyv               | Jelölve  |
| 96. Oscar-gála                        | Oscar-díj                       | Legjobb operatőr                            | Jelölve  |
| 96. Oscar-gála                        | Oscar-díj                       | Legjobb jelmeztervezés                      | Elnyerte |
| 96. Oscar-gála                        | Oscar-díj                       | Legjobb vágás                               | Jelölve  |
| 96. Oscar-gála                        | Oscar-díj                       | Legjobb smink                               | Elnyerte |
| 96. Oscar-gála                        | Oscar-díj                       | Legjobb filmzene                            | Jelölve  |
| 96. Oscar-gála                        | Oscar-díj                       | Legjobb díszlet                             | Elnyerte |